# Traktat o całkowitym zakazie prób z bronią jądrową
     państwa z Załącznika 2, podpisany i ratyfikowany
     państwa z Załącznika 2, podpisany, ale nieratyfikowany
     państwa z Załącznika 2, niepodpisany
     pozostałe państwa, podpisany i ratyfikowany
     pozostałe państwa, podpisany, ale nieratyfikowany
     pozostałe państwa, niepodpisany

Państwa-sygnatariusze traktatu.
Legenda:
państwa z Załącznika 2, podpisany i ratyfikowany
państwa z Załącznika 2, podpisany, ale nieratyfikowany
państwa z Załącznika 2, niepodpisany
pozostałe państwa, podpisany i ratyfikowany
pozostałe państwa, podpisany, ale nieratyfikowany
pozostałe państwa, niepodpisany

Traktat o całkowitym zakazie prób z bronią jądrową (ang. Comprehensive Nuclear-Test-Ban Treaty, CTBT) – podpisany 24 września 1996 w Nowym Jorku, zakładający całkowity zakaz przeprowadzania prób nuklearnych. 
Traktat sporządzono w 6 językach: arabskim, chińskim, angielskim, francuskim, rosyjskim i hiszpańskim (art. 17). Depozytariuszem jest Sekretarz Generalny ONZ (art. 16). Siedziba Comprehensive Nuclear-Test-Ban Treaty Organization (CTBTO), organizacji monitorującej przestrzeganie traktatu, znajduje się w Wiedniu.

## Ratyfikacja
Do jego wejścia w życie wymagana jest ratyfikacja przez 44 państwa (w tym Polskę) wyszczególnione w układzie (Załącznik 2 do artykułu 14). Do października 2023 r. proces ratyfikacyjny zakończył się w 36 spośród nich, a Indie, Pakistan i Korea Północna w ogóle nie złożyły swych podpisów. Łącznie traktat podpisany został przez 187 państwa, z czego 178 go ratyfikowały.
W październiku 2023 roku Duma Państwowa Federacji Rosyjskiej przyjęła ustawę uchylającą ratyfikację traktatu, uzasadniając to brakiem ratyfikacji przez USA. 2 listopada prezydent Rosji, Władimir Putin, podpisał tę ustawę.

## Zobowiązania
Traktat w art. 1 zobowiązuje strony, by nie przeprowadzały jakichkolwiek wybuchów jądrowych oraz zapobiegały wszelkim takim wybuchom na wszystkich obszarach podlegających ich władzy. Strony zobowiązane są także, że powstrzymają się od powodowania, zachęcania do lub uczestniczenia w jakikolwiek sposób w przeprowadzaniu takich wybuchów.
Spory, jakie mogą wyniknąć ze stosowania lub wykładni Traktatu, za zgodą stron rozstrzygać ma Międzynarodowy Trybunał Sprawiedliwości (art. 6).
Zastrzeżenia do Traktatu i załączników są zakazane, do Protokołu (omawiającego nadzór nad przestrzeganiem) oraz załączników do niego zakazane są zastrzeżenia sprzeczne z celami i zadaniami Traktatu (art. 15).